# Geoffrey Bayldon
Albert Geoffrey Bayldon (Leeds, 7 gennaio 1924 – Leeds, 10 maggio 2017) è stato un attore britannico.
Dopo aver interpretato ruoli in molte produzioni teatrali, comprese le opere di William Shakespeare, divenne noto per il ruolo di protagonista nella serie per bambini Catweazle (1970-1971). Successivamente ebbe parti importanti nella sitcom britannica per bambini Lo spaventapasseri (1979-1981) e nel programma educativo Magic Grandad della BBC Watch (1995).

## Biografia
Bayldon nacque a Leeds nel 1924 e frequentò la Bridlington School e l'Hull College of Architecture. Dopo aver prestato servizio nella Royal Air Force durante la seconda guerra mondiale, apparve in spettacoli teatrali amatoriali e poi si formò presso la Old Vic Theatre School.
Bayldon ebbe una notevole carriera teatrale, lavorando nel Teatro del West End e per la Royal Shakespeare Company. Fece diverse apparizioni cinematografiche in film degli anni '60 e '70, tra cui Qualcuno da odiare (1965), La scuola della violenza (1967), James Bond 007 - Casino Royale (1967), The Magnificent Seven Deadly Sins (1971), La Pantera Rosa colpisce ancora (1975), Charleston (1977). Recitò anche in diversi film dell'orrore, tra cui Dracula il vampiro (1958), Distruggete Frankenstein! (1969), La casa che grondava sangue (1971), La morte dietro il cancello (1972), e Racconti dalla tomba (1972). Nel 1988 fu diretto da John Schlesinger nel drammatico Madame Sousatzka. Nel 2004, dopo molti anni di lavoro televisivo di successo, apparve nel film Ladies in Lavender di Charles Dance.
Sul piccolo schermo recitò in Doctor Who con un'apparizione in The Creature from the Pit (1979), collaborando alla serie in varie occasioni, dal 1963 al 2003. Altri ruoli televisivi di Bayldon furono nelle serie ITV Play of the Week (1957-1967), Agente speciale (1961-1967), Z Cars (1963-1968), Spazio 1999 (1976), Il brivido dell'imprevisto (1980-1983), Le avventure di Bailey (1987), Le cronache di Narnia (1989). Prese inoltre parte a una serie di programmi della BBC Schools dove si esibivano nuovi talenti.
Nel 1986, Bayldon prestò la voce per la canzone The Wizard di Paul Hardcastle che fu anche la sigla (senza la voce) del programma BBC Top of the Pops.
Tra le sue successive apparizioni televisive ci sono il game show Fort Boyard (1998-2001), Waking the Dead (2004), Heartbeat (2004) e L'ispettore Barnaby (2000). Le sue ultime apparizioni televisive, prima del suo ritiro, furono in New Tricks - Nuove tracce per vecchie volpi (2007) e My Family (2010).
Bayldon morì a Leeds il 10 maggio 2017 all'età di 93 anni.

## Filmografia parziale

### Cinema
- Trent's Last Case, regia di Herbert Wilcox (1952)
- Dracula il vampiro (Dracula), regia di Terence Fisher (1958)
- Titanic, latitudine 41 nord (A Night to Remember), regia di Roy Ward Baker (1958)
- I due volti del generale Ombra (The Two-Headed Spy), regia di André De Toth (1958)
- Whirlpool, regia di Lewis Allen (1959)
- Il ruvido e il liscio (The Rough and the Smooth), regia di Robert Siodmak (1960)
- Suspect, regia di Roy Boulting e John Boulting (1960)
- Furto alla Banca d'Inghilterra (The Day They Robbed the Bank of England), regia di John Guillermin (1960)
- Bobby il cucciolo di Edimburgo (Greyfriars Bobby), regia di Don Chaffey (1961)
- The Webster Boy, regia di Don Chaffey (1962)
- The Amorous Prawn, regia di Anthony Kimmins (1962)
- 55 giorni a Pechino (55 Days at Peking), regia di Nicholas Ray e Andrew Marton (1963)
- Bomb in the High Street, regia di Terry Bishop (1963)
- Becket e il suo re (Becket), regia di Peter Glenville (1964)
- Qualcuno da odiare (King Rat), regia di Bryan Forbes (1965)
- A caccia di spie (Where the Spies Are), regia di Val Guest (1966)
- James Bond 007 - Casino Royale (Casino Royale), regia di John Huston, Kenneth Hughes, Val Guest, Robert Parrish, Joseph McGrath (1967)
- La scuola della violenza (To Sir, with Love), regia di James Clavell (1967)
- L'infallibile ispettore Clouseau? (Inspector Clouseau), regia di Bud Yorkin (1968)
- Sull'orlo della paura (A Dandy in Aspic), regia di Anthony Mann (1968)
- L'incredibile affare Kopcenko (Otley), regia di Dick Clement (1968)
- Two a Penny, regia di Cliff Richard (1968)
- Assignment K, regia di Val Guest (1968)
- Distruggete Frankenstein! (Frankenstein Must Be Destroyed), regia di Terence Fisher (1969)
- The Bushbaby, regia di John Trent (1969)[4]
- La più bella storia di Dickens (Scrooge), regia di Ronald Neame (1970)
- La casa che grondava sangue (The House That Dripped Blood), regia di Peter Duffell (1971)
- Il ragazzo e la quarantenne (Say Hello to Yesterday), regia di Alvin Rakoff (1971)
- La luna arrabbiata (The Raging Moon), regia di Bryan Forbes (1971)
- The Magnificent Seven Deadly Sins, regia di Graham Stark (1971)
- La morte dietro il cancello (Asylum), regia di Roy Ward Baker (1972)
- Le femmine sono nate per fare l'amore (Au Pair Girls), regia di Val Guest (1972)
- Racconti dalla tomba (Tales from the Crypt), regia di Freddie Francis (1972)
- La Pantera Rosa colpisce ancora (The Pink Panther Strikes Again), regia di Blake Edwards (1975)
- La scarpetta e la rosa (The Slipper and the Rose), regia di Bryan Forbes (1976)
- Charleston, regia di Marcello Fondato (1977)
- Il club dei mostri (The Monster Club), regia di Roy Ward Baker (1980)
- Madame Sousatzka, regia di John Schlesinger (1988)
- L'amore necessario, regia di Fabio Carpi (1991)
- Tom & Viv - Nel bene, nel male, per sempre (Tom & Viv), regia di Brian Gilbert (1994)
- Asterix conquista l'America (Asterix in America), regia di Gerard Hahn (1994)
- Asterix & Obelix contro Cesare (Asterix and Obelix vs. Caesar), regia di Claude Zidi (1999)
- Ladies in Lavender, regia di Charles Dance (2004)

### Televisione
- Robin Hood (The Adventures of Robin Hood) – serie TV, episodi 3x09-3x29 (1957-1958)
- ITV Play of the Week – serie TV (1957-1967)
- Disneyland – serie TV (1962)
- The Victorians – serie TV (1963)
- Il Santo (The Saint) – serie TV (1964-1967)
- Gioco pericoloso (Danger Man) – serie TV (1965)
- I gialli di Edgar Wallace (Edgar Wallace Mysteries) – serie TV (1965)
- Play of the Month – serie TV (1965)
- Theater 625 – serie TV (1966-1968)
- Agente speciale (The Avengers) – serie TV (1967)
- Play of the Month – serie TV (1968)
- The Wednesday Play – serie TV (1968-1969)
- The First Lady – serie TV (1968)
- Z Cars – serie TV (1968)
- Special Branch – serie TV (1969)
- Catweazle – serie TV (1970–1971)
- ITV Sunday Night Theatre – serie TV (1970-1972)
- Play of the Month – serie TV (1971)
- Le avventure di Black Beauty (The Adventures of Black Beauty) – serie TV (1972)
- Van der Valk – serie TV (1972-1991)
- I misteri di Orson Welles (Orson Welles Great Mysteries) – serie TV (1973)
- Special Branch – serie TV (1973)
- Crown Court – serie TV (1975)
- Edoardo VII principe di Galles (Edward the King) – serie TV (1975)
- The Tomorrow People – serie TV (1976)
- Spazio 1999 (Space: 1999) – serie TV (1976)
- Sono io, William! (Just William) – serie TV (1977)
- La duchessa di Duke Street (The Duchess of Duke Street) – serie TV (1977)
- La banda dei cinque (The Famous Five) – serie TV (1978)
- Creature grandi e piccole (All Creatures Great and Small) – serie TV (1978-1989)
- Doctor Who – serie TV (1979)
- Lo spaventapasseri (Worzel Gummidge) – serie TV (1979-1981)
- Cribb – serie TV (1980)
- Sherlock Holmes e il dottor Watson (Sherlock Holmes and Doctor Watson) – serie TV, episodio 1x18 (1980)
- Il brivido dell'imprevisto (Tales of the Unexpected) – serie TV (1980-1983)
- L'asso della Manica (Bergerac) – serie TV (1981)
- Il perduto amore (In Loving Memory) – serie TV (1986)
- Le avventure di Bailey (Rumpole of the Bailey) – serie TV (1987)
- Storyteller – serie TV (1988)
- Le cronache di Narnia (The Chronicles of Narnia) – serie TV (1989)
- Casualty – serie TV (1991-2006)
- Wycliffe – serie TV (1995-1997)
- Pie in the Sky – serie TV (1995)
- Le nuove avventure di Robin Hood (The New Adventures of Robin Hood) – serie TV (1997)
- Peak Practice – serie TV (1998)
- Heartbeat – serie TV (1998-2004)
- L'ispettore Barnaby (Midsomer Murders) – serie TV, episodio 3x02 (2000)
- Waking the Dead – serie TV (2004)
- New Tricks - Nuove tracce per vecchie volpi (New Tricks) – serie TV (2007)
- My Family – serie TV (2010)

### Teatro
- Il racconto d'inverno (The Winter's Tale) di William Shakespeare (1962)